# Adlan Canlıka
Adlan Canlıka (* 3. Juni 1989 in Siverek) ist ein türkischer ehemaliger Fußballspieler.

## Karriere
Canlıka begann mit dem Vereinsfußball  in der Jugend von Anadolu Gençlik & Spor Kulübü und wechselte 2003 in die Jugend von Şanlıurfaspor. Im Sommer 2006 wurde er, mit einem Profivertrag versehen, in den Profikader aufgenommen. Er etablierte sich sofort als Stammspieler und spielte in eineinhalb Spielzeiten in 46 Ligabegegnungen. Mit seiner Mannschaft feierte er zum Saisonende die Meisterschaft der TFF 2. Lig und damit den direkten Aufstieg in die zweitklassige TFF 1. Lig. Canlıka spielte in dieser letzten Spielzeit für Urfaspor in zwölf Ligaspielen und erzielte dabei zwei Treffer.
Zur Saison 2012/13 wechselte er ablösefrei zum türkischen Zweitligisten Gaziantep Büyükşehir Belediyespor. Bereits nach einem Jahr wechselte Canlıka zum Drittligisten Giresunspor.  Mit diesem Klub erreichte er am letzten Spieltag der Saison die Drittligameisterschaft und damit den Aufstieg in die TFF 1. Lig.
Im Sommer 2014 wechselte er zum Viertligisten Kahramanmaraş Büyükşehir Belediyespor.

## Trivia
- Er ist der ältere Bruder des Fußballspielers İzzet Canlıka.

## Erfolg
Mit Şanlıurfaspor
- Meister der TFF 2. Lig und Aufstieg in die TFF 1. Lig: 2011/12

Mit Giresunspor
- Meister der TFF 2. Lig und Aufstieg in die TFF 1. Lig: 2013/14